# Iglesia de San Pedro (Huasco)
La iglesia de San Pedro Apóstol, es un templo católico chileno ubicado en la Plaza de Armas Arturo Prat de la ciudad de Huasco, Región de Atacama. Su forma de barco, única en su estilo hace referencia al pueblo pescador huasquino.
Esta edificación es parte de la parroquia San Pedro y su construcción en acero y hormigón estuvo a cargo del arquitecto Hugo Chacaltana y su esposa Lucy Sims, siendo bendecida y consagrada el año 1980.
Su financiamiento fue gracias a la comunidad católica huasquina encabezada por su cura párroco Manuel Amboú Montero (padre Manolo) y reemplazó a la antigua iglesia construida en adobe y madera, financiada por la familia Craig el año 1890.

## Primera edificación
La presencia de la iglesia en este puerto de la región de Atacama, data del 1880, cuando un grupo de católicos, decidieron instalar una cruz sobre la torre de un templo, que construyó la familia inglesa Craig con el fin de dar culto a sus creencias. Pero como nunca se ocupó, fue cedido a la comunidad huasquina. Es así como el 29 de junio de 1899 es erigida como parroquia y bendecida por Monseñor Florencio Fontecilla, obispo de La Serena y a partir de esa fecha, este templo comienza a realizar funciones propias de una parroquia, siendo su primer párroco el presbítero Enrique del Canto.
Con el pasar de los años el templo comenzó a deteriorarse, por ende en 1976 se inicia el proyecto de construcción de un nuevo templo sobre el mismo lugar donde estaba el antiguo, que fue testigo de acontecimientos religiosos por más de 96 años. Este proyecto fue gracias al esfuerzo de toda la comunidad huasquina, guiados por quien fuera el párroco de aquel entonces presbítero Manuel Amboú Montero y las Religiosas de la Congregación de Jesús, María y José, misioneras españolas.

## Segunda edificación
El templo parroquial San Pedro Apóstol con su forma característica de un barco inicia su construcción el año 1976. Siendo bendecido y consagrado en 1980, por quien fuera entonces el obispo Monseñor Fernando Ariztía Ruiz.
Este templo parroquial junto con el Faro Monumental de Huasco es uno de los íconos más representativos de Huasco y de la Región de Atacama, ya que es único por su arquitectura y por sus 21 vitrales, alusivos a la vida del Apóstol San Pedro.
En la actualidad el templo se encuentra en un proyecto de ampliación, para atender de mejor forma a la comunidad cristiana, siempre creciente por la llegada de nuevas familias a la parroquia, producto de las diversas empresas que han llegado a la ciudad que desafía a toda la Iglesia Parroquial.

### Estilo arquitectónico
Por su forma de barco en el templo se anuncia:

Nuestro Señor Jesucristo es el único capitán, que dirige esta barca hacia océanos de eternidad y su tripulación vamos confiados y alegres, sabiéndonos guiados por Él.

De acuerdo a:

Díjoles Jesús: «Muchachos, ¿no tenéis pescado?» Le contestaron: «No.» Él les dijo: «Echad la red a la derecha de la barca y encontraréis.» La echaron, pues, y ya no podían arrastrarla por la abundancia de peces.
Juan 21:5-6

El actual párroco de la Iglesia, quien llegó desde Copiapó, con respecto a este punto argumenta:

Fue la misma comunidad la que en su tiempo quiso y pidió una iglesia con forma de barco. Además, por el hecho de contener en su interior la imagen de San Pedro, la idea de un edificio con esta forma la hace más especial para los habitantes, pues él guía esta barco.
Aquiles Altamirano, actual párroco

## Parroquia
La comunidad parroquial San Pedro Apóstol de Huasco, perteneciente a la diócesis de Copiapó, de la región de Atacama, Chile, siendo su actual obispo monseñor Gaspar Quintana Jorquera C.M.F., su actual párroco es el presbítero Aquiles Altamirano Herrera e igualmente se unen a la misión la hermana Cristina Cid, misionera laica y el Diácono permanente Juan de Dios Badilla Jeria.
La parroquia, está compuesta por seis Capillas, las cuales son:
- Nuestra Señora del Rosario (Huasco Bajo)
- San Luis (Plan 45)
- Sagrada Familia (Población O’Higgins)
- Santa Teresa de Los Andes (Población Coopermín)
- San Pedro (Carrizal Bajo)
- Jesús El Buen Pastor (Canto de Agua)

## Fiesta de San Pedro
La festividad de San Pedro y San Pablo en la zona, es una festividad religiosa católica especial, por el fervor que causa esta en el pueblo pescador huasquino. Se efectúa el día lunes más cercano al 29 de junio de cada año. Esta se realiza en la Plaza de Armas Arturo Prat de Huasco donde está ubicada la Iglesia Parroquial San Pedro Apóstol. Su finalidad es homenajear a San Pedro, patrono de los pescadores. Siendo su figura trasladada por diferentes sectores de la ciudad, escoltado por gran cantidad de creyentes, bailes religiosos y música. Especialmente colorido es el recorrido marino de la figura por la bahía de Huasco, en que es homenajeado y vitoreado por los pescadores de la zona y sus familias.

## Párrocos destacados
Los siguientes párrocos se han destacado por su aporte a la comunidad.

### Luis Gil Salelles
Luis Gil Salelles (Valencia, 11 de octubre de 1926 - 18 de agosto de 1989), el padre Luis Gil o padre Lucho fue un sacerdote español, el séptimo de nueve hermanos de una familia cristiana. De ellos, José fue jesuita y Josefina y Amparo fueron Esclavas del Sagrado Corazón de Jesús.
Después de cursar el bachillerato en el colegio de los maristas, ingresó al Seminario, donde estudió filosofía y teología. Recibió el presbiterado en el XXXV Congreso Eucarístico Internacional de Barcelona el 31 de mayo de 1952. Celebró su primera Misa en la parroquia de santo Tomás Apóstol de Valencia el 8 de junio inmediato.
Fue destinado como cura a Parcent, pequeño pueblo de la Marina Alta, que se encontraba más de diez años sin cura residente. Hizo notables reformas en el templo parroquial, restauró la casa abadía y se ganó el cariño de toda la feligresía por su generosa entrega.
Se prestó voluntariamente para ayudar sacerdotalmente a la Iglesia de Hispanoamérica. El 10 de mayo de 1959 se despedía de Parcent y el 27 de agosto inmediato embarcaba en Barcelona rumbo a Chile junto a Bernardo Bañuls (impulsor de la diócesis de Copiapó) y Vicente Escrivá (párroco de Freirina). Su destino fue la diócesis de Copiapó, donde se encargó de Huasco Puerto, ciudad que da el nombre a toda la provincia, sustituyendo al padre Gustavo Cereceda. En Huasco, el padre Lucho desarrolla un peculiar apostolado, cercano a la gente sencilla, de alternancia entre el ministerio y el trabajo manual; y amistad con los alejados. Luego de un accidente, regresa a España dejando la parroquia al padre Manolo. Desde el año 1968 a 1970 asume en la Parroquia Jesús Obrero de (Sagunto, Comunidad Valenciana, España).
A partir de 1970 fue párroco de la parroquia de San José Obrero de Vallenar, donde adquirió gran madurez sacerdotal. Levantó varias iglesias y capillas de nueva planta en tierra chilena con sus propias manos y con la ayuda de los feligreses. Asimismo erigió varias casas de oración y apostolado para religiosas. Promovió diversas obras sociales para mejora de sus feligreses, que veían en él un obrero evangélico, parco en palabras, pero que se transfiguraba y se volvía elocuente y arrebatador al hablar de su Dios.
Una enfermedad irreversible fue minando su salud en aquellas tierras. El edificante testimonio que dio en todo momento lleno de fe y confianza en Jesús, pero también de sencillez, humildad y aceptación serena del dolor y sufrimiento fue dejando un poso de amor y admiración en todos los obispos, sacerdotes, religiosas y seglares, que le conocieron y trataron.
La entereza con que llevó su enfermedad, de la que hizo un verdadero apostolado, culminó con su muerte en 1989.
En Huasco el año 2007 y como un homenaje a su persona se levanta el Centro Cultural Padre Luis Gil S., en el mismo sitio en el que en los años 1960 el padre Lucho junto a la comunidad huasquina, levantaron con mucho esfuerzo el derruido con el tiempo y desaparecido Teatro Valencia.

### Manuel Amboú Montero
Manuel Amboú Montero (Socuéllamos, 4 de febrero de 1934 - 23 de octubre de 1987) o padre Manolo fue un sacerdote español que se recibe en Valencia, en junio de 1958. Su primera parroquia fue la de Dos Aguas (España), donde estuvo 10 años. Luego llega a Chile el 15 de abril de 1968, y asume ese mismo año como párroco de Huasco, cargo que desempeñó durante 19 años. Luego debido a que su madre enfermó, decide regresar a España, lugar donde falleció ese mismo año. En Huasco, una población lleva su nombre.